# Megistolepis
Megistolepis is een geslacht van uitgestorven kwastvinnige vissen dat leefde tijdens het Carboon.
De typesoort is Megistolepis klementzi Obruchev 1955. De geslachtsnaam betekent 'zeer grote schub'. De soortaanduiding eert de archeoloog en revolutionair Dimitri Aleksandrowitsj Klementz. Het holotype, gevonden in Krasnojarski in Rusland, is verloren gegaan en in 1977 werd PIN 781/1 aangewezen als het neotype. Het betreft het voorste deel van een endocranium, het schedeldak en een stuk verhemelte.
Een tweede soort is Megistolepis doroshkoji Vorobyeva, 1977. Het holotype is PIN 783/10, het voorste deel van een onderkaak. Dit specimen werd in 1955 nog toegewezen aan de typesoort.